# Stade de la Vallée du Cher
Das Stade de la Vallée du Cher ist ein Fußballstadion in der französischen Stadt Tours, Département Indre-et-Loire in der Region Centre-Val de Loire. Der Hauptnutzer der Sportstätte war der Fußballverein FC Tours. Gegenwärtig bietet es 10.128 Plätze.

## Geschichte
Das Stadion wurde am 2. September 1978 mit dem Zweitligaspiel des FC Tours gegen den SC Amiens eröffnet. Zu dieser Zeit hatte es nach dem ersten Bauabschnitt 8.000 Plätze. Ein Jahr verfügte es über 22.000 Zuschauerplätze.
Der Zuschauerrekord stammt vom 29. Mai 1981 im Ligaspiel FC Tours gegen die AS Saint-Étienne. Damals spielte Tours für vier Jahre in der ersten Liga und 21.595 Zuschauer verfolgten das Spiel. Bis zur Renovierung von 2006 bis 2007 besaß das Stadion 10.800 und danach 13.500 Plätze. Durch einige bauliche Sicherheitsmaßnahmen waren es später noch 12.699 Plätze. 2008 nahm man Gespräche über eine Renovierung und Erweiterung der Arena auf. Der Bürgermeister und die Vereinsführung einigten sich im Mai 2008 auf eine Modernisierung und den Ausbau des Stade de la Vallée du Cher. Die Arbeiten sollten in drei Jahren abgeschlossen sein, die Kosten wurden auf rund 34 Mio. € geschätzt und sollten von Kommunen und Sponsoren finanziert werden. Nach dem Bau einer neuen Nordtribüne mit 4.977 Plätzen besaß das Stade de la Vallée du Cher ab Ende Dezember 2011 eine Kapazität von 15.827 Sitzplätzen.